# Parlamento di Francoforte

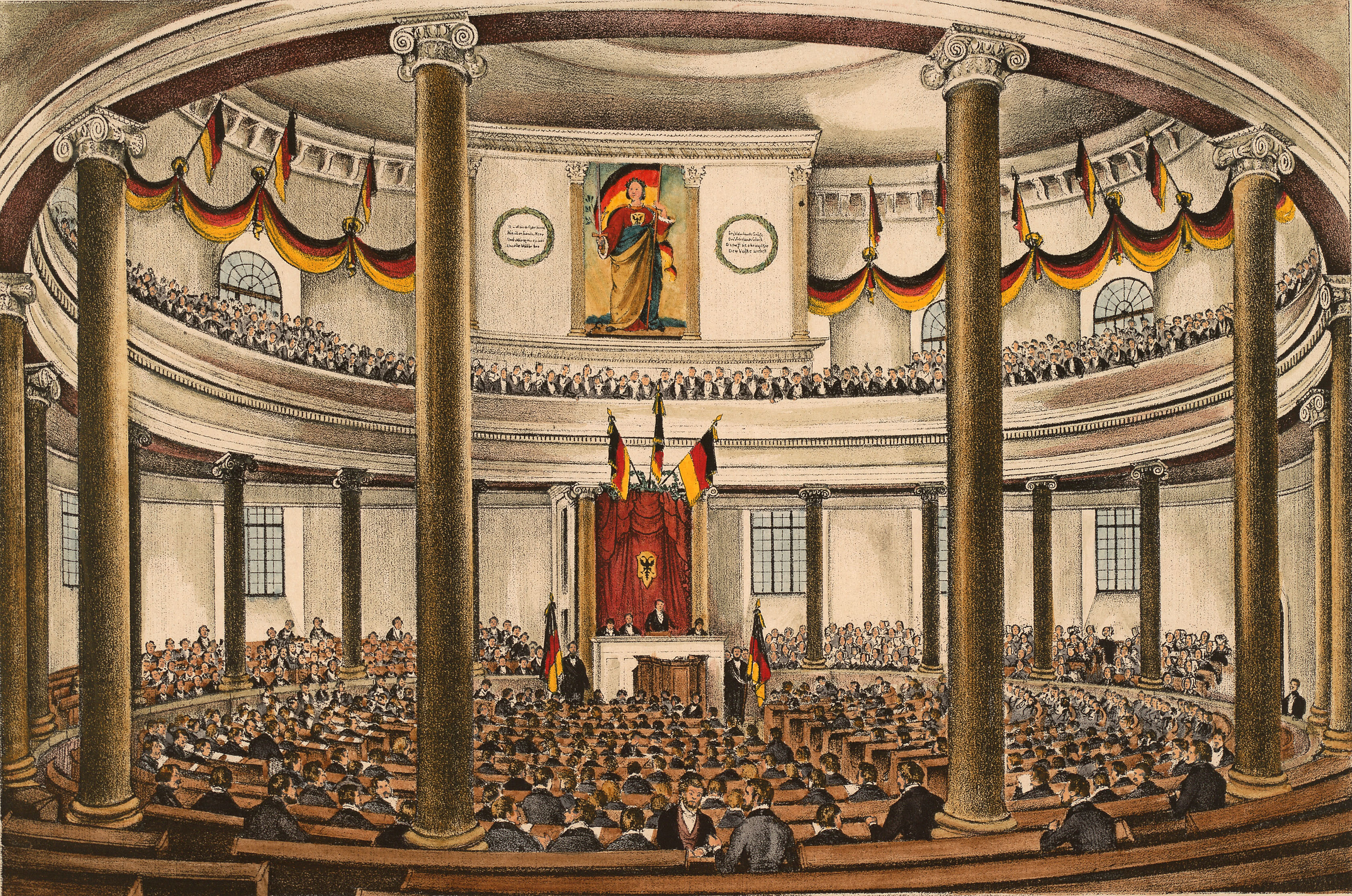
Il Parlamento di Francoforte nella Paulskirche

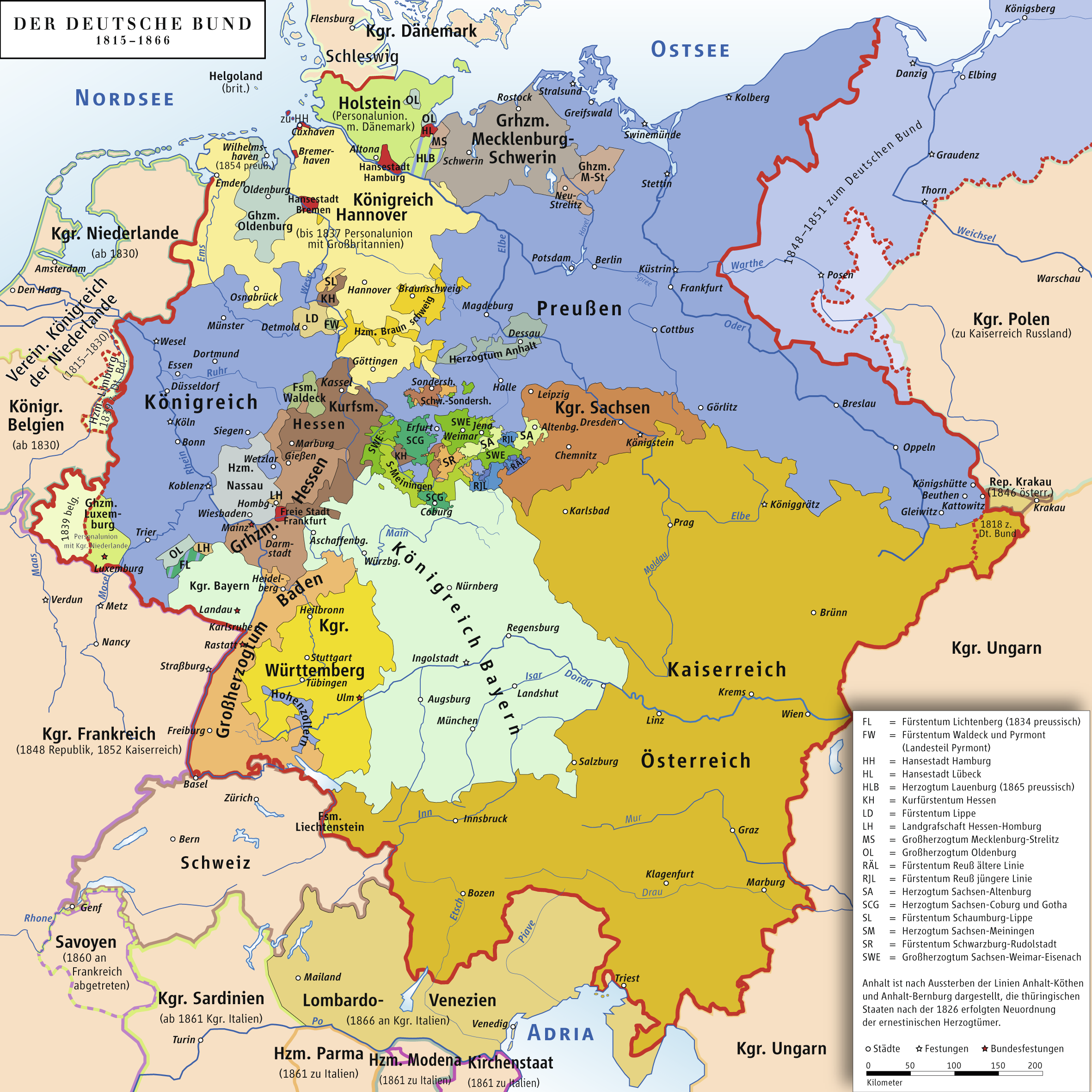
Confederazione germanica

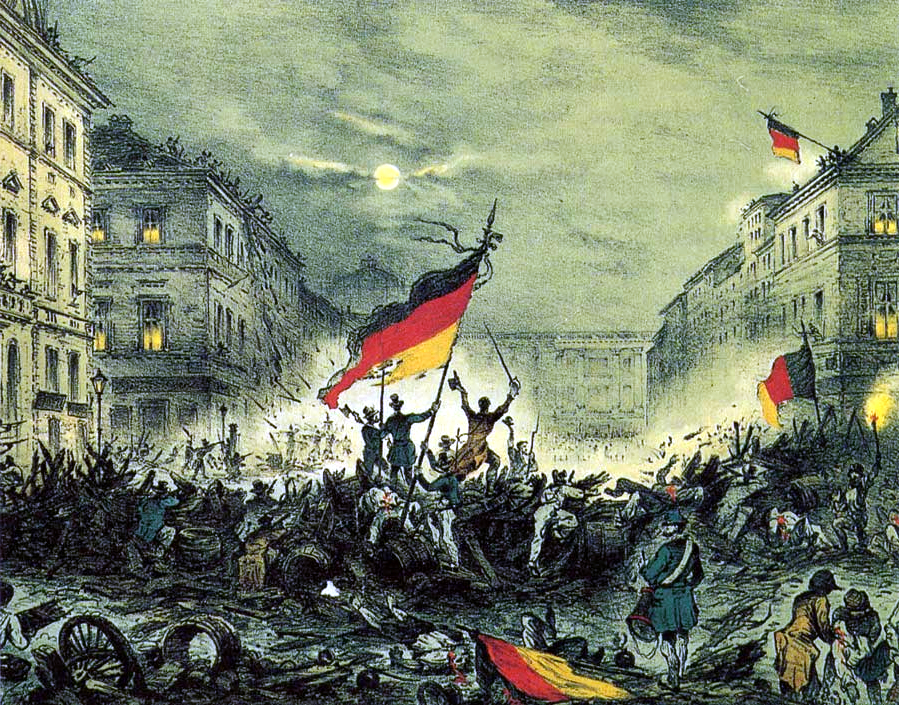
Barricate a Berlino (19 marzo 1848)

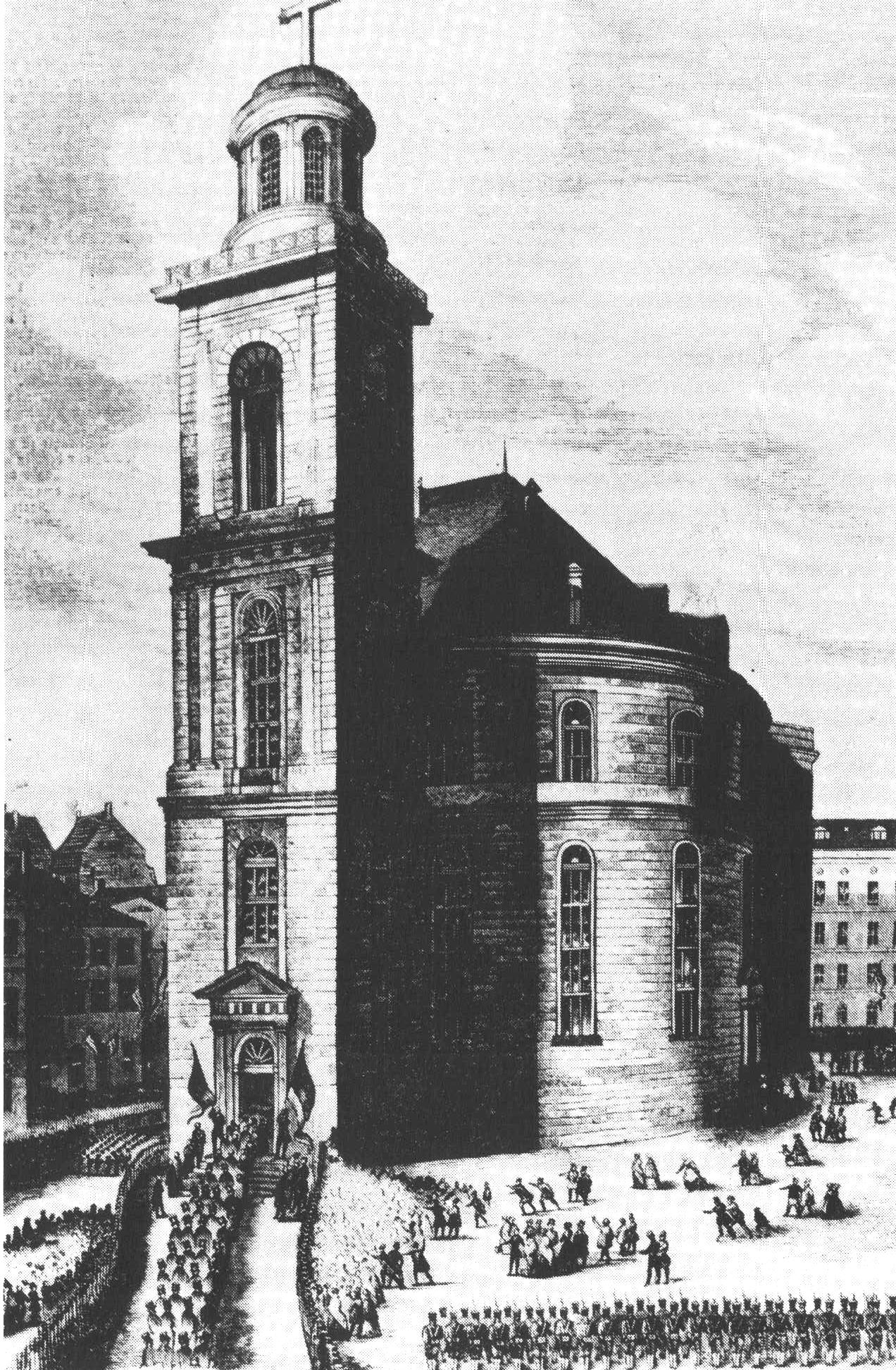
L'ingresso dei costituenti nella Paulskirche

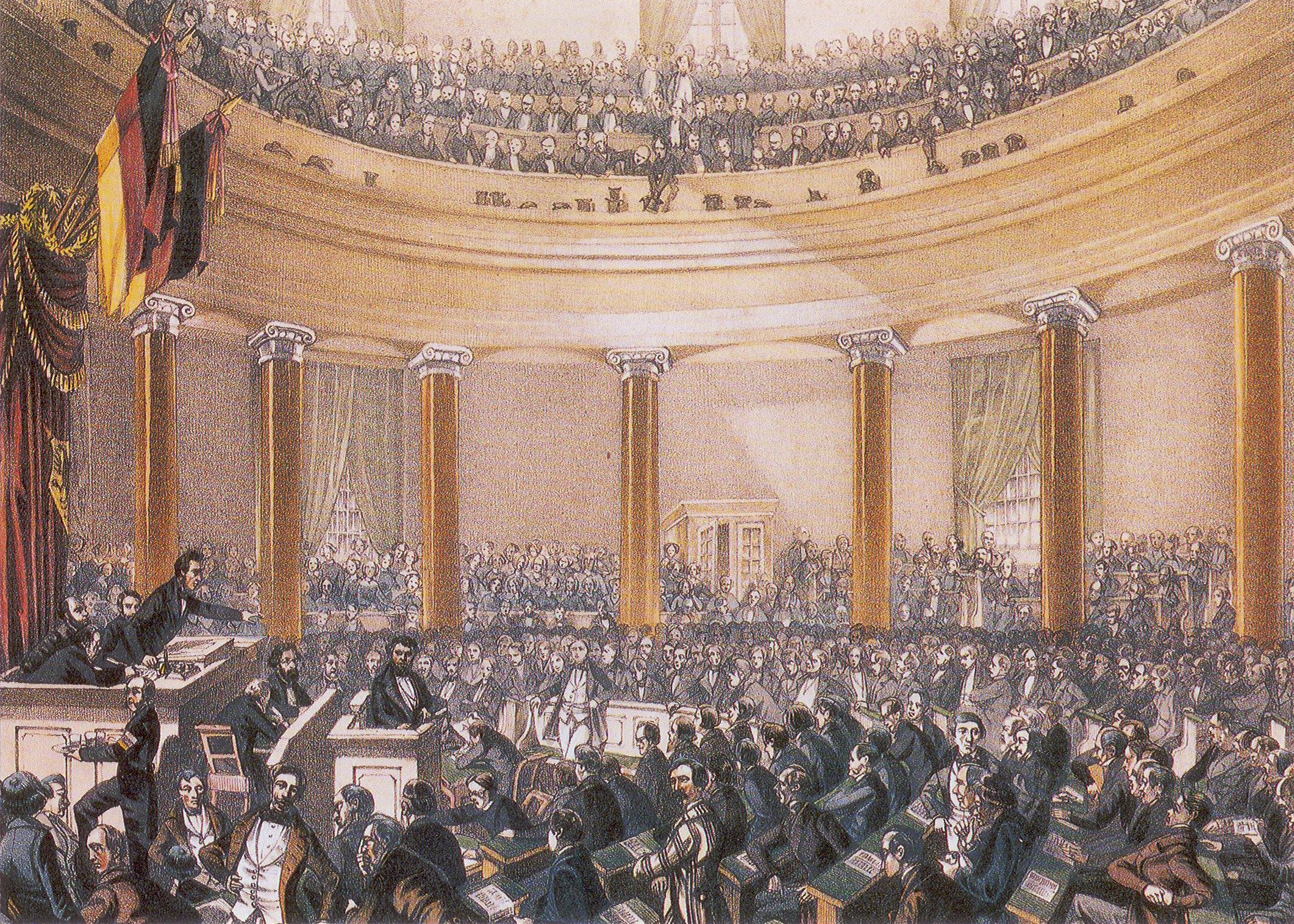
I sessione al Parlamento di Francoforte

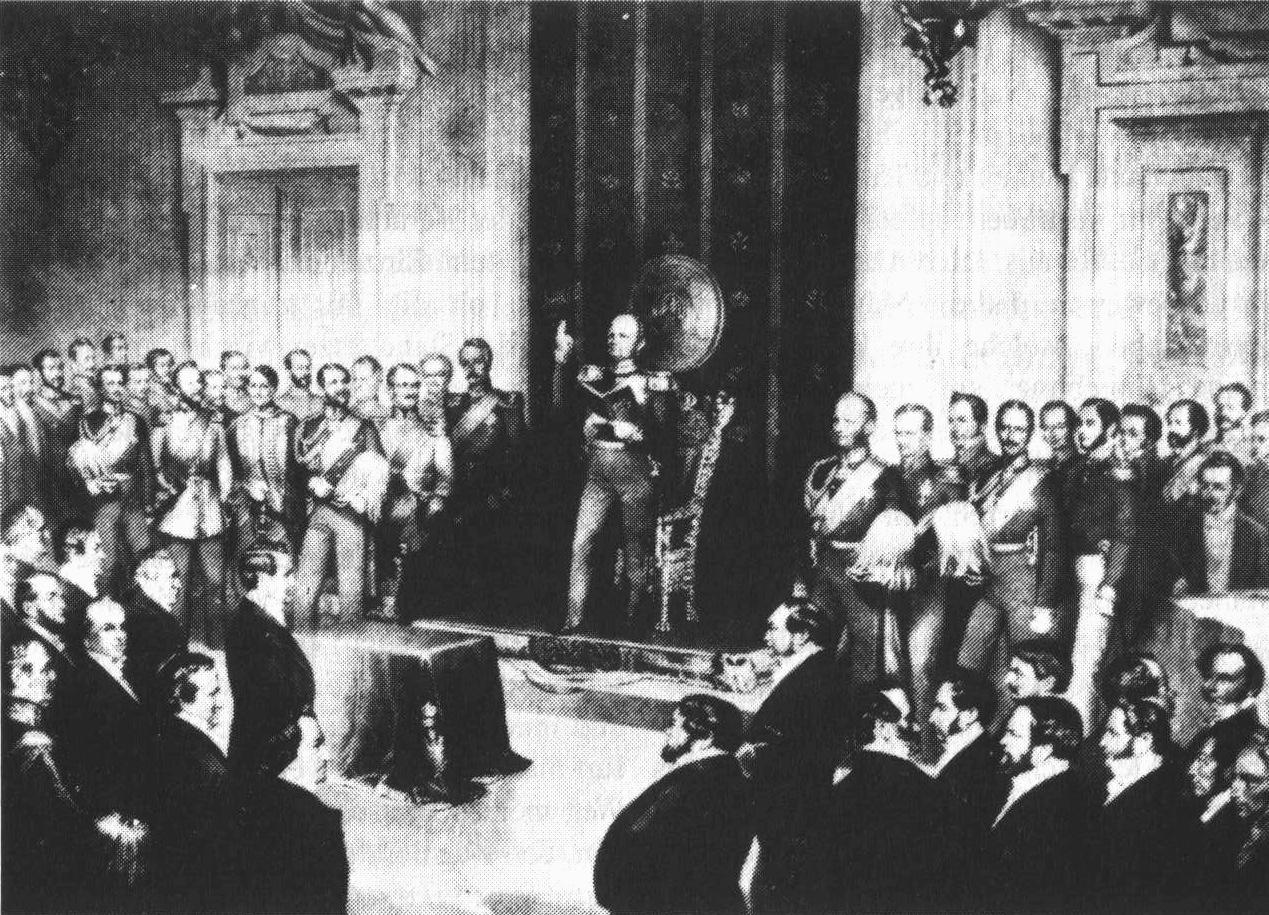
Offerta della corona imperiale di Germania a Federico Guglielmo (3 aprile 1849)

Il Parlamento di Francoforte (in tedesco: Frankfurter Nationalversammlung, in senso letterale: Assemblea nazionale di Francoforte), è stata l'assemblea costituente, che si è riunita a Francoforte sul Meno dal 18 maggio 1848 al 31 maggio 1849, per dare una costituzione alla Confederazione germanica e creare uno stato unitario tedesco.

## Storia
L'assemblea costituente venne preceduta da un parlamento preliminare (in tedesco: Vorparlament) composto da 574 membri che si erano riuniti nel marzo 1848 a Francoforte sul Meno, sull'onda dei recenti avvenimenti rivoluzionari di Berlino e della Renania. I membri del Vorparlament provenivano da tutti gli stati tedeschi, incluso l'impero austriaco. Le elezioni della Costituente si svolsero a suffragio universale diretto, sebbene le leggi elettorali e le modalità di voto subissero notevoli variazioni da stato a stato. Le elezioni sancirono la vittoria delle forze liberali e la sconfitta di quelle rivoluzionarie presenti maggiormente nella Germania sud-occidentale. Il 95% dei deputati, la maggior parte dei quali aveva frequentato studi giuridici all'università, era di estrazione borghese; molto numerosi i professori universitari, tra i quali Georg Beseler ed il filosofo Friedrich Wilhelm Carové.
L'Assemblea nazionale si riunì per la prima volta il 18 maggio 1848 nella Chiesa di San Paolo (Paulskirche) a Francoforte. L'assemblea dedicò molto tempo alla discussione dei principi generali e a quella sui diritti umani fondamentali che dovevano essere garantiti nella nuova Germania unita. Ma doveva anche decidere su problemi concreti più immediati, quali la natura del potere esecutivo e l'estensione territoriale della Germania unita.
Come risposta provvisoria al primo dei due problemi, il 29 giugno 1848 fu nominato reggente lo zio dell'imperatore Ferdinando I d'Austria, l'arciduca Giovanni d'Asburgo-Lorena, considerato il più filo-liberale degli Asburgo; venne inoltre formato un governo a guida del principe Karl zu Leiningen, fratellastro della regina Vittoria d'Inghilterra. Tuttavia fu chiaro fin dall'inizio che l'esecutivo nominato dal Parlamento di Francoforte non avrebbe avuto alcun potere, eccetto quelli che gli avrebbero accordato i singoli stati. Per es., il Parlamento di Francoforte tentò di gestire una guerra con la Danimarca per lo Schleswig-Holstein; ma il Regno di Prussia, ignorando le deliberazioni del Parlamento di Francoforte, concluse improvvisamente la guerra nell'agosto 1848. La gestione prussiana della guerra fu fonte di insoddisfazione talmente grande, per l'assemblea di Francoforte, che Karl di Leiningen fu costretto a dimettersi (5 settembre 1848); gli subentrò il delegato austriaco Anton von Schmerling, un liberale moderato, che resse l'ufficio fino al dicembre 1848, quando fu sostituito da Heinrich von Gagern.
Alla fine del 1848 l'assemblea costituente aveva terminato i lavori riguardanti i diritti fondamentali, ma non aveva preso alcuna decisione sulla forma di governo e sul territorio del futuro stato. Nel parlamento e nel paese si andava tuttavia delineando una divisione tra i fautori di una Grande Germania, propensi a includervi tutto l'Impero austriaco o quanto meno le province di lingua tedesca dell'Austria, e i sostenitori della Piccola Germania, favorevoli cioè a uno stato tedesco che non avrebbe compreso l'Austria e in cui la Prussia avrebbe avuto un ruolo egemonico. Inizialmente, allorché la reggenza della Reichsverwesung fosse nelle mani dell'arciduca Giovanni d'Asburgo, nel Parlamento di Francoforte era prevalsa la tesi austriaca di una Grande Germania con l'Austria alla testa; col trascorrere del tempo tuttavia aumentava in popolarità la tesi opposta. Nel gennaio 1849 una bozza di Costituzione fu fatta circolare nei singoli stati perché fosse discussa. Ben presto emerse l'esistenza di una maggioranza "Piccolo-tedesca" favorevole a un sistema federale nel quale avrebbe potuto essere presente l'impero austriaco, privo però di egemonia; nel febbraio 1849, però, il primo ministro austriaco Alfred von Windisch-Graetz respinse tale proposta.
Analizzati i commenti provenienti dalla periferia, il 27 marzo 1849 fu redatta una seconda versione della Costituzione. La decisione finale, ottenuta promettendo ai rappresentanti repubblicani il suffragio universale, era che la Germania sarebbe stata retta da un imperatore ereditario la cui scelta spettava alla stessa assemblea. Si era privilegiata la soluzione "Piccola Germania" a cui si opponevano i rappresentanti austriaci e quelli della Germania meridionale. Di conseguenza, quando ebbe luogo la scelta dell'imperatore, nella seduta del 28 marzo 1849, si ebbero 290 voti per Federico Guglielmo IV di Prussia ma anche 248 astenuti. Il 3 aprile 1849 Federico Guglielmo ricevette una deputazione di parlamentari, guidata dal presidente dell'assemblea Eduard von Simson, che gli offrì la corona. Federico Guglielmo, tuttavia, era troppo conservatore per accettare la corona imperiale da un'assemblea che non fosse quella dei principi tedeschi, rifiutò l'offerta, come peraltro rifiutò la stessa costituzione. Anche i delegati austriaci, scontenti della scelta "Piccola tedesca", il 5 aprile 1849 uscirono dal parlamento. Senza l'appoggio della Prussia e dell'Austria, il Parlamento di Francoforte non poteva più sopravvivere. Il 31 maggio 1849 il ministero von Gagern si dimetteva e la maggioranza dei deputati fu richiamata a casa dagli stati di appartenenza.

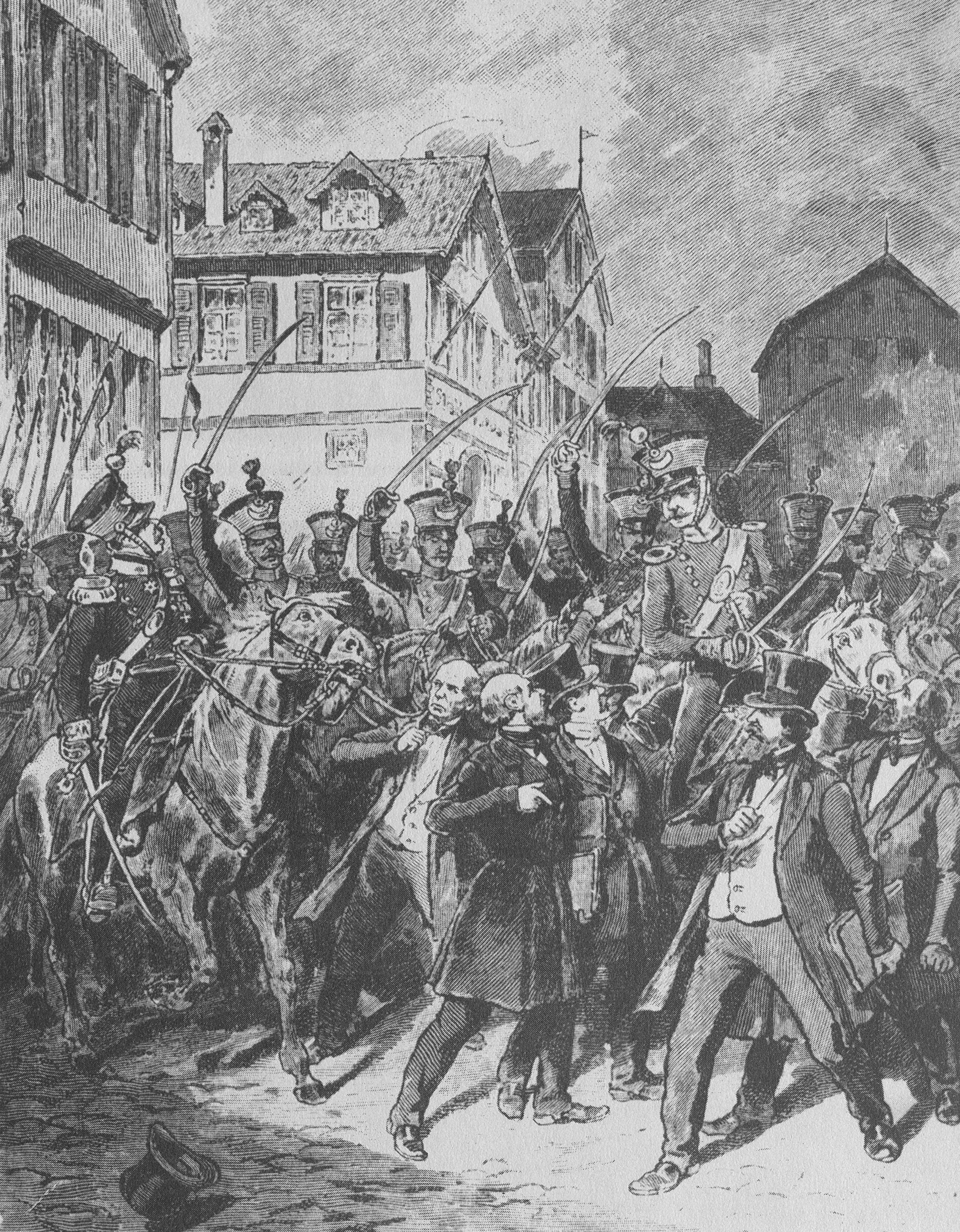
I parlamentari dispersi dalle truppe del Württemberg a Stoccarda (18 giugno 1849)

I parlamentari più radicali (che intendevano continuare i lavori con una Costituzione che prevedesse la repubblica) si trasferirono a Stoccarda, dove però il 18 giugno 1849 furono dispersi dalle truppe di Guglielmo I di Württemberg.

### Primi ministri (Ministerpräsidenten)
- Karl di Leiningen (15 luglio 1848 - 5 settembre 1848)
- Anton von Schmerling (24 settembre 1848 - 15 dicembre 1848)
- Heinrich von Gagern (17 dicembre 1848 - 10 maggio 1849)

### Presidenti dell'assemblea parlamentare
- Friedrich Lang, come presidente anziano (18 maggio 1848 - 19 maggio 1848)
- Heinrich von Gagern (19 maggio 1848 - 16 dicembre 1848)
- Eduard von Simson (18 dicembre 1848 - 11 maggio 1849)
- Jacob Ludwig Theodor Reh (12 maggio 1849 - 30 maggio 1849)
- Friedrich Wilhelm Löwe presidente del Parlamento di Stoccarda (6 giugno 1849 - 18 giugno 1849)